# Combiné nordique aux Jeux olympiques de 2010
Pour des articles plus généraux, voir Combiné nordique aux Jeux olympiques, Jeux olympiques d'hiver de 2010 et Combiné nordique en 2010.
Navigation
Turin 2006 Sotchi 2014
Le combiné nordique aux Jeux olympiques d'hiver de 2010 se déroule du 12 au 25 février 2010 au Parc Olympique de Whistler dans la station de sports d'hiver de Whistler en Colombie-Britannique (Canada). L’épreuve masculine de combiné nordique fait partie des épreuves olympiques depuis les premiers Jeux olympiques d’hiver qui ont eu lieu à Chamonix en France en 1924. L’épreuve par équipe a été ajoutée aux Jeux olympiques de 1988 à Calgary.
La discipline dispose de trois épreuves : le tremplin normal individuel suivi d’une course de ski de fond de 10 kilomètres, le grand tremplin individuel suivi d’une course de ski de fond de 10 kilomètres et le saut par équipes suivi d’une course de ski de fond à relais de 4 × 5 kilomètres.

## Format des épreuves
Le format des épreuves est changé par rapport aux derniers Jeux olympiques d'hiver afin de s'accorder sur celui instauré aux Championnats du monde de ski nordique 2009, à l'exception du départ en masse 10 km, épreuve non olympique.

### Individuelle au tremplin normal

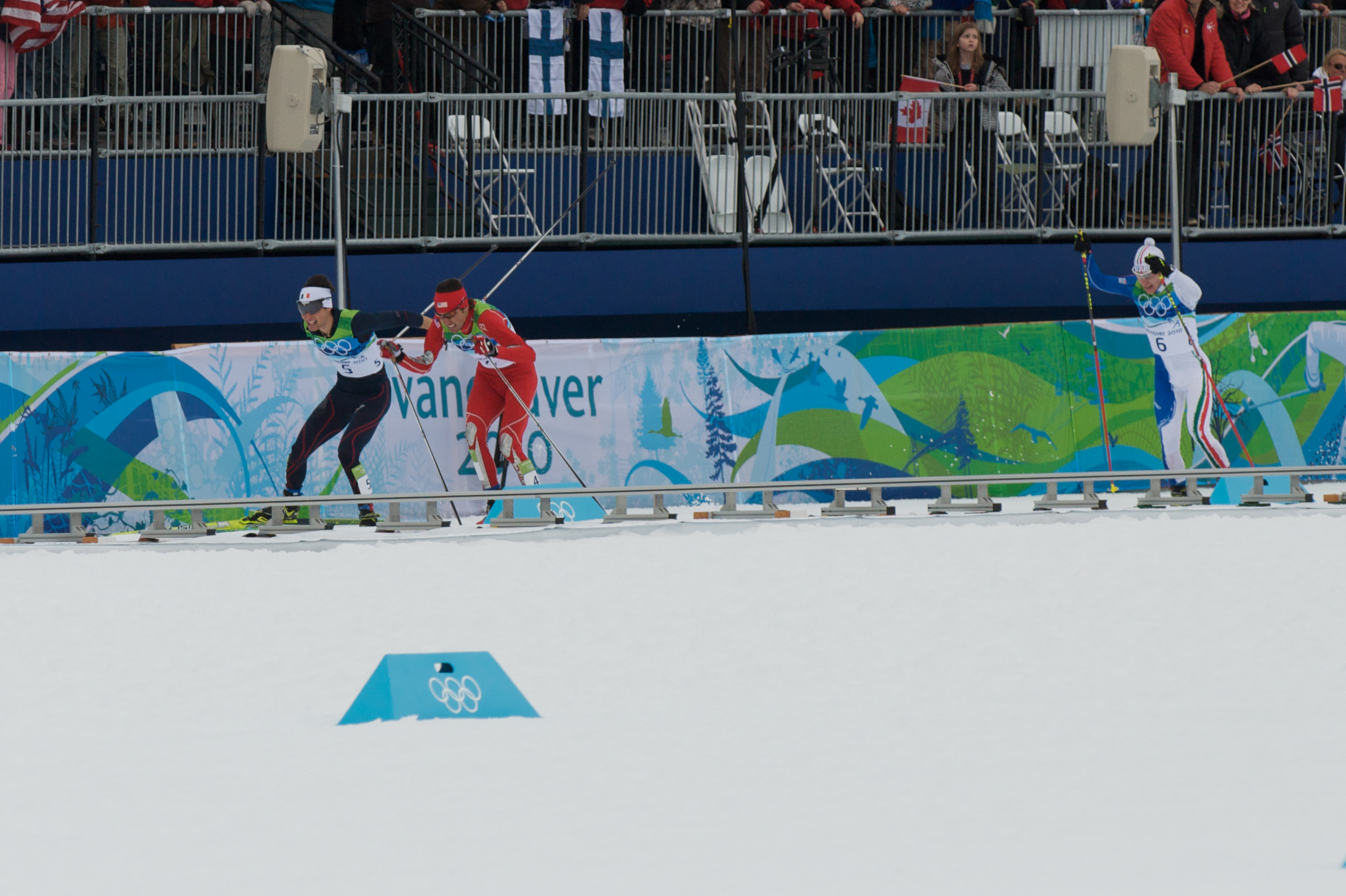
Le finale : Jason Lamy-Chappuis devant l'Américain Johnny Spillane et l'Italien Alessandro Pittin.

Les athlètes exécutent premièrement un saut sur le tremplin normal suivi d’une course de ski de fond de 10 km qui consiste normalement à parcourir quatre boucles de 2,5 km. À la suite du saut, des points sont attribués pour la longueur et le style. Le départ de la course de ski de fond s'effectue selon la méthode Gundersen (1 point = 4 secondes), le coureur occupant la première place du classement de saut s’élance en premier, et les autres s’élancent ensuite dans l’ordre fixé. Le premier skieur à franchir la ligne d’arrivée remporte l’épreuve.

### Individuelle au grand tremplin
Les athlètes exécutent premièrement un saut sur le grand tremplin suivi d’une course de ski de fond de 10 km selon les mêmes modalités que l'épreuve sur le tremplin normal.

### Par équipe
Chaque équipe comprend quatre coureurs qui effectuent individuellement un saut sur le grand tremplin. On additionne ensuite les résultats de chaque membre de l’équipe. L’équipe qui obtient le pointage total le plus élevé sera la première équipe à partir dans la partie du ski de fond qui consiste en un relais 4 × 5 km. Comme aux épreuves individuelles, on détermine les temps de départ dans un ordre fixés selon le tableau de Gundersen. L’équipe dont le premier skieur franchit la ligne d’arrivée remporte l’épreuve.

## Calendrier
| Calendrier des épreuves de combiné nordique | Calendrier des épreuves de combiné nordique | Calendrier des épreuves de combiné nordique | Calendrier des épreuves de combiné nordique | Calendrier des épreuves de combiné nordique | Calendrier des épreuves de combiné nordique | Calendrier des épreuves de combiné nordique | Calendrier des épreuves de combiné nordique | Calendrier des épreuves de combiné nordique | Calendrier des épreuves de combiné nordique | Calendrier des épreuves de combiné nordique | Calendrier des épreuves de combiné nordique | Calendrier des épreuves de combiné nordique | Calendrier des épreuves de combiné nordique | Calendrier des épreuves de combiné nordique | Calendrier des épreuves de combiné nordique | Calendrier des épreuves de combiné nordique | Calendrier des épreuves de combiné nordique | Calendrier des épreuves de combiné nordique |
| Février 2010                                | Février 2010                                | 12                                          | 13                                          | 14                                          | 15                                          | 16                                          | 17                                          | 18                                          | 19                                          | 20                                          | 21                                          | 22                                          | 23                                          | 24                                          | 25                                          | 26                                          | 27                                          | 28                                          |
| ------------------------------------------- | ------------------------------------------- | ------------------------------------------- | ------------------------------------------- | ------------------------------------------- | ------------------------------------------- | ------------------------------------------- | ------------------------------------------- | ------------------------------------------- | ------------------------------------------- | ------------------------------------------- | ------------------------------------------- | ------------------------------------------- | ------------------------------------------- | ------------------------------------------- | ------------------------------------------- | ------------------------------------------- | ------------------------------------------- | ------------------------------------------- |
| Hommes                                      | Tremplin normal                             |                                             |                                             |                                             |                                             |                                             |                                             |                                             |                                             |                                             |                                             |                                             |                                             |                                             |                                             |                                             |                                             |                                             |
| Hommes                                      | Grand tremplin                              |                                             |                                             |                                             |                                             |                                             |                                             |                                             |                                             |                                             |                                             |                                             |                                             |                                             |                                             |                                             |                                             |                                             |
| Hommes                                      | Par équipes                                 |                                             |                                             |                                             |                                             |                                             |                                             |                                             |                                             |                                             |                                             |                                             |                                             |                                             |                                             |                                             |                                             |                                             |

|  | Jour de l'épreuve |

## Qualification
Le quota d'athlètes est de 55 athlètes, 5 maximum par Comité national olympique (CNO) (4 athlètes maximum par épreuves individuelles). Le système qualificatif s'effectue en fonction des résultats des athlètes dans les compétitions gérées par la FIS à partir du 1er juillet 2008. Le pays-hôte est assurée d'être présent dans chacune des trois épreuves à condition que l'athlète ait obtenu des points de Coupe du monde ou de Coupe continentale pendant la période de qualification.

### Attribution des quotas
L’attribution des quotas par CNO est basée sur la liste de classement mondial, et par la suite sur le classement de la Coupe continentale.
- L’attribution sera faite sur la base d’une place par concurrent, en suivant le classement du début à la fin.
- Lorsqu'un CNO a atteint le maximum de cinq athlètes, le CNO admissible suivant se voit attribuer une place, jusqu’à ce que le quota maximum de 55 athlètes soit atteint (y compris les athlètes du pays hôte).

## Médaillés
| Épreuve                             | Or                             | Or             | Argent                         | Argent         | Bronze                             | Bronze         |
| ----------------------------------- | ------------------------------ | -------------- | ------------------------------ | -------------- | ---------------------------------- | -------------- |
| Tremplin normal résultats détaillés | Jason Lamy-Chappuis (FRA)      | 25 min 47 s 10 | Johnny Spillane (USA)          | 25 min 47 s 50 | Alessandro Pittin (ITA)            | 25 min 47 s 90 |
| Grand tremplin résultats détaillés  | Bill Demong (USA)              | 25 min 32 s 90 | Johnny Spillane (USA)          | 25 min 36 s 90 | Bernhard Gruber (AUT)              | 25 min 43 s 70 |
| Par équipes résultats détaillés     | Autriche (AUT) - Mario Stecher | 49 min 31 s 60 | États-Unis (USA) - Bill Demong | 49 min 36 s 80 | Allemagne (GER) - Björn Kircheisen | 49 min 51 s 10 |

## Tableau des médailles
| Rang  | Nation     | Or | Argent | Bronze | Total |
| ----- | ---------- | -- | ------ | ------ | ----- |
| 1     | États-Unis | 1  | 3      | 0      | 4     |
| 2     | Autriche   | 1  | 0      | 1      | 2     |
| 3     | France     | 1  | 0      | 0      | 1     |
| 4     | Allemagne  | 0  | 0      | 1      | 1     |
| 4     | Italie     | 0  | 0      | 1      | 1     |
| Total | Total      | 3  | 3      | 3      | 9     |